# Pterobairdia maddocksae
Pterobairdia maddocksae is een mosselkreeftjessoort uit de familie van de Bairdiidae. De wetenschappelijke naam van de soort is voor het eerst geldig gepubliceerd in 1977 door McKenzie & Key.